# Rondeletia domatiata
Rondeletia domatiata är en måreväxtart som beskrevs av Ignatz Urban. Rondeletia domatiata ingår i släktet Rondeletia och familjen måreväxter. Inga underarter finns listade i Catalogue of Life.